# شروود (تنسی)
شروود (به انگلیسی: Sherwood) یک منطقهٔ مسکونی در ایالات متحده آمریکا است که در شهرستان فرانکلین، تنسی واقع شده‌است. شروود ۵۵۸ نفر جمعیت دارد و ۲۰۳٫۹۱ متر بالاتر از سطح دریا واقع شده‌است. در امتداد مسیر ایالتی تنسی 56، 13.1 مایلی (21.1 کیلومتر) جنوب شرقی وینچستر، و درست در شمال خط ایالت آلاباما واقع شده است. شروود یک اداره پست با کد پستی 37376 دارد.